# Amstelsluizen

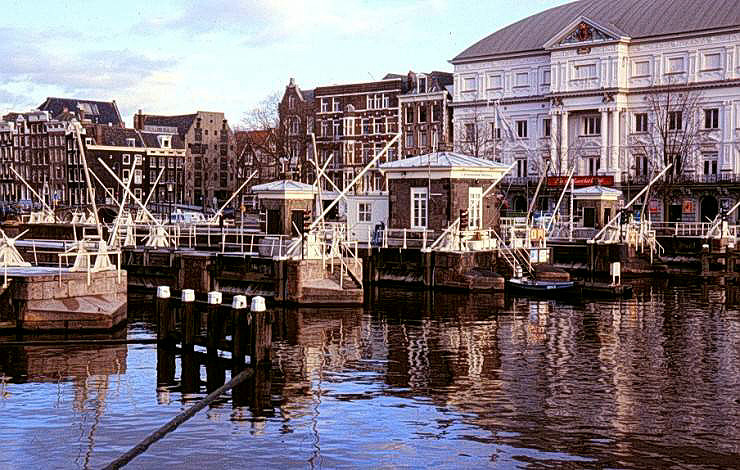
Amstelsluizen, zuidzijde.

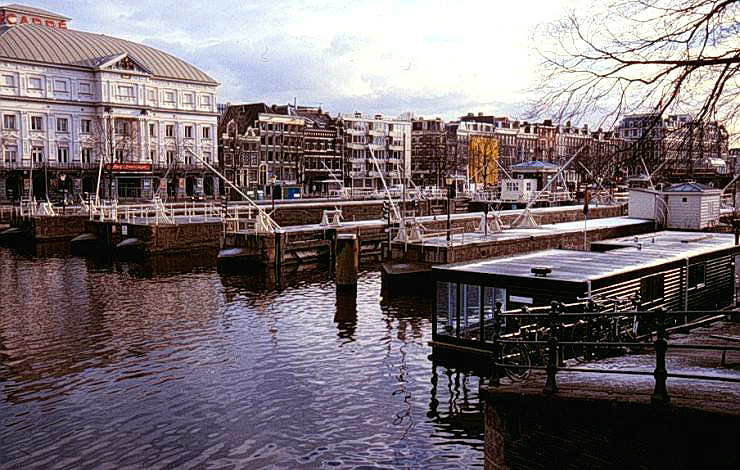
Amstelsluizen, noordzijde.

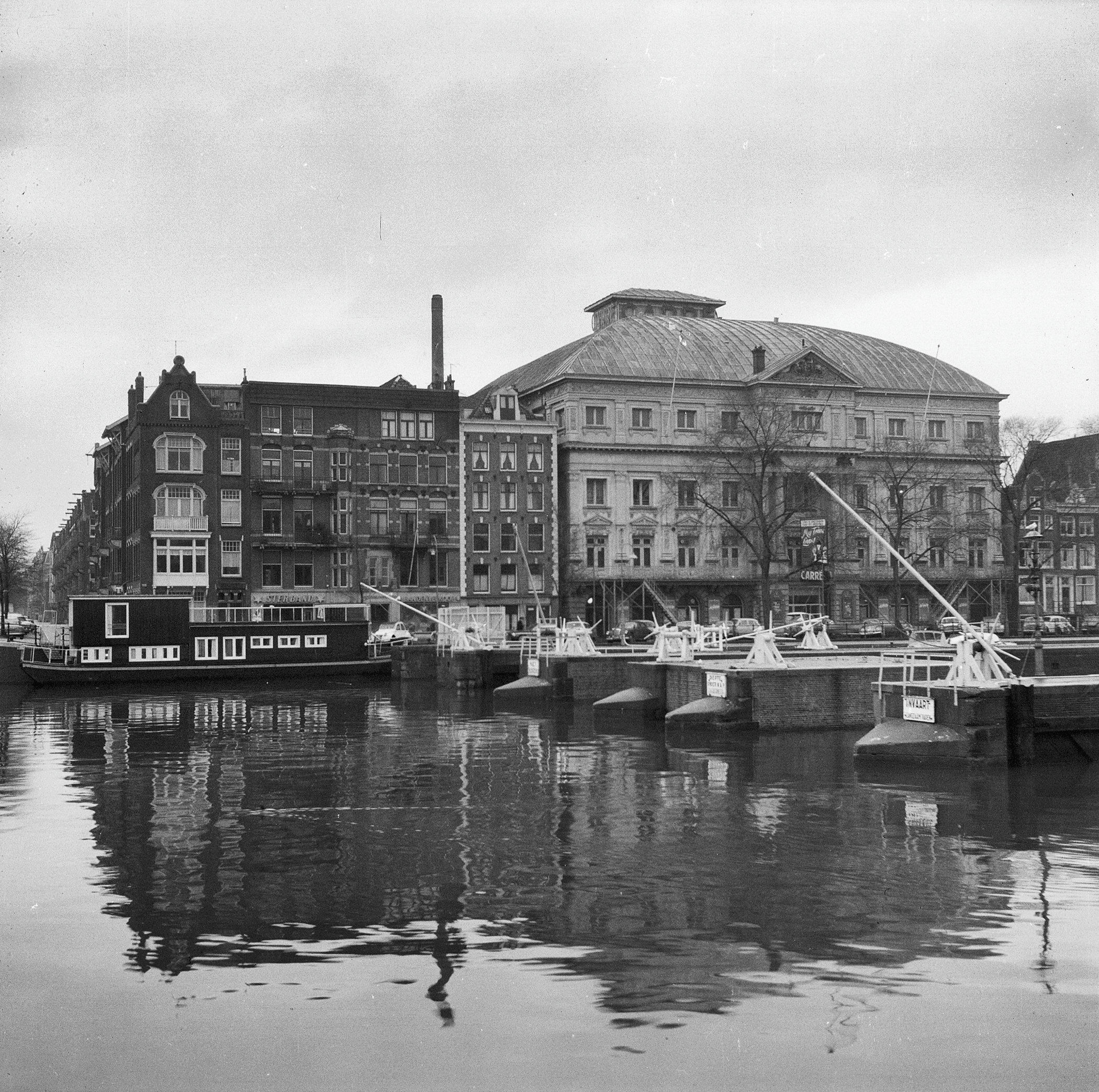
Amstelsluizen en Theater Carré.

De Amstelsluizen zijn een sluizencomplex in de rivier de Amstel in Amsterdam tussen de Prinsengracht en de Singelgracht. De sluizen zijn aangelegd in de 17e eeuw en in de 19e ingrijpend gerenoveerd en aan de nieuwe eisen aangepast.
Op initiatief en naar ontwerp van mathematicus en burgemeester Johannes Hudde werden de Amstelsluizen gebouwd in 1673, na de vergroting van de grachtengordel met de vierde uitleg. Met deze uitbreiding kwam de Amstel tussen de Blauwbrug en de Hogesluis binnen de stad te liggen. De uitvoering was ook in handen van Hudde, in samenwerking met Gerard Hasselaer en Cornelis van Oudshoorn.
Om de waterverversing van de getijrivier de Amstel en de Burgwallen te verbeteren werden deze sluizen aangelegd. Dit om de sterk toegenomen vervuiling van Amstel en grachten tegen te gaan. Aanvankelijk zouden er twee schutsluizen komen, later werd dit gewijzigd in drie: een grote in het midden en aan weerszijden een kleinere. Tussen de buitenste schutsluizen en de beide Amstelkades bevond zich destijds een spuisluis.
Nadat in 1872 de Oranjesluizen in gebruik waren gekomen en het IJ was afgesloten van de Zuiderzee veranderde de situatie. De Amstelsluizen werden gerenoveerd en aan de nieuwe eisen aangepast. De westelijke spuisluis werd ontmanteld en hier is sindsdien een vaste verbinding met het meest westelijke sluiseiland. De tol- of 'douanehuisjes' hebben waarschijnlijk dienstgedaan ter inning van de stedelijke accijnzen. In het midden staat een bakstenen huisje voor de sluiswachter.
De drie schutsluizen zijn enkelkerend; behalve bij extreme waterstandsverschillen zijn deze doorgaans geopend. Aan de oostzijde bevindt zich de nog resterende dubbele spuisluis. De doorvaartwijdte van de westelijke en oostelijke schutsluis bedraagt 8,50 meter. De lengte is 47 meter.
De Amstelsluizen zijn Rijksmonument nummer: 518510.
Ter hoogte van de Amstelsluizen bevindt zich aan op de oostoever van de Amstel sinds 1887 het Koninklijk Theater Carré.